# دانیلا آریاس
دانیلا آریاس (انگلیسی: Daniela Arias؛ زادهٔ ۳۱ اوت ۱۹۹۴) بازیکن فوتبال اهل کلمبیا است.
وی همچنین در تیم ملی فوتبال تیم ملی فوتبال زنان کلمبیا بازی کرده‌است.
وی در مسابقات کشوری و بین‌المللی در مجموع برندهٔ ۱ مدال طلا شده‌است.